# Флаг Каширского района (Московская область)
Флаг муниципального образования «Каши́рский муниципальный район» является официальным символом муниципального образования «Каширский муниципальный район» Московской области Российской Федерации.
Флаг составлен на основании герба Каширского муниципального района по правилам и соответствующим традициям геральдики и отражает исторические, культурные, социально-экономические, национальные и иные местные традиции.

## Описание
«Прямоугольное полотнище с отношением ширины к длине 2:3, состоящее из двух вертикальных полос: голубой у древка (в 2/5 длины полотнища), на которой расположен жёлтый греческий крест, и белой с изображением чёрного Зиланта с жёлтым клювом, лапами и короной и с красным глазом, языком, изрыгаемым пламенем, и крыльями».

## Обоснование символики
Флаг разработан с учётом герба района, который создан на основе исторического герба города Каширы, высочайше утверждённого 8 (19) марта 1778 года.
Подлинное описание исторического герба гласит:

Щит разрезанный на двое горизонтальною чертою: в верхней части щита в лазоревом поле златой крест, а в нижней части в серебряном поле, черный с червлеными крыльями и увенчанный златым венцом дракон, представляющий герб Казанский, в напамятование, что сей град при Великом Князе Василие Иоанновиче, был дан в удел Абдыл Летифу, снизверженному Царю Казанскому; а верхняя часть щита показует, что он и тогда не выходил из под Российской державы.

Использование исторического герба города Каширы в качестве основы флага Каширского муниципального района символизирует историческое и территориальное единство двух самостоятельных муниципальных образований. Преемственность символики флага района от исторического герба также подчёркивает бережное отношение жителей района к своей истории.
Жёлтый цвет (золото) — символ урожая, богатства, стабильности, уважения и интеллекта, солнечного света.
Белый цвет (серебро) — символ чистоты, совершенства, мира и взаимопонимания.
Красный цвет — символ трудолюбия, силы, мужества, красоты. Голубой цвет — символ чести, благородства, духовности, возвышенных устремлений.
Чёрный цвет — символ плодородия, скромности, мудрости и вечности бытия.